# Hesperia (actriz)
Hesperia (9 de julio de 1885 – 30 de mayo de 1959) fue una actriz teatral y cinematográfica de nacionalidad italiana, una de las divas del cine mudo de su país.

## Biografía
Su verdadero nombre era Olga Mambelli, y nació en Bertinoro, Italia, viviendo su infancia y primera juventud en Meldola. Desde 1907 a 1912 fue actriz teatral de variedades, siendo muy apreciada en los teatros europeos como intérprete de los así llamados tableaux vivants, un género de moda en esa época. 
Fue contratada para actuar en el cine – medio en el que destacó en 1913 como protagonista del film Zuma, escrito por Augusto Genina – por uno de los fundadores de la compañía Cines, el barón Alberto Fassini, que hizo que actuara junto a Ignazio Lupi formando una pareja artística que se hizo célebre por la interpretación de diversos melodramas. 
Ya una actriz célebre, después entró en la compañía Milano Films y, más adelante, en Tiber Film, en la cual fue actriz destacada, tomando el lugar de Francesca Bertini, con la que inició una intensa rivalidad artística que culminó con el estreno simultáneo de dos versiones cinematográficas, interpretadas por separado por las dos intérpretes, de La signora delle camelie.
Se retiró de la escena en 1923, tras haberse casado con el cineasta Baldassarre Negroni, con el cual estaba ligada desde su período en Milano Films. Hesperia falleció en 1959 en Roma, Italia. Fue enterrada en el Cementerio Flaminio de dicha ciudad. Era la tía de la actriz Pauline Polaire, nacida Giulietta Gozzi (1904-1986).

## Filmografía
| - La sfumatura, de Giulio Antamoro (1913) - La Madre, de Baldassarre Negroni (1913) - Dopo la morte, de Giulio Antamoro (1913) - Un colpo di fulmine, de Baldassarre Negroni (1913) - Un intrigo a Corte, de Giulio Antamoro (1913) - La dama di picche, de Baldassarre Negroni (1913) - Zuma, de Baldassarre Negroni (1913) - La sfumatura, de Giulio Antamoro (1913) - Metempsicosi, de Giulio Antamoro (1913) - Dopo la morte, de Giulio Antamoro (1913) - La porta chiusa, de Baldassarre Negroni (1913) - Ombra e luce, de Baldassarre Negroni (1913) - Vizio atavico, de Baldassarre Negroni (1914) - L'ultima battaglia, de Baldassarre Negroni (1914) - La maschera dell'onestà, de Baldassarre Negroni (1914) - Per la felicità degli altri, de Baldassarre Negroni (1914) - L'ereditiera, de Baldassarre Negroni (1914) - Dopo il veglione, de Augusto Genina (1914) - La signora delle camelie, de Baldassarre Negroni y Gustavo Serena (1915) | - Il potere sovrano, de Percy Nash y Baldassarre Negroni (1916) - Anime buie, de Emilio Ghione (1916) - La cuccagna, de Baldassarre Negroni (1917) - L'aiglette, de Baldassarre Negroni (1917) - Madame Flirt, de Baldassarre Negroni (1918) - La signora senza pace, de Baldassarre Negroni (1919) - La fibra del dolore, de Baldassarre Negroni (1919) - Bimbi lontani, de Baldassarre Negroni (1919) - Chimere, de Baldassarre Negroni (1920) - L'altro pericolo, de Baldassarre Negroni (1920) - Il figlio di Madame Sans Gêne, de Baldassarre Negroni (1921) - La duchessa Mistero, de Baldassarre Negroni (1922) - Il velo della colpa, de Baldassarre Negroni (1923) - La locanda delle ombre, de Ivo Illuminati y Baldassarre Negroni (1923) - L'ora terribile, de Baldassarre Negroni (1923) - Orgoglio, de Marco Elter (1938) |